# Mandirola
Mandirola é um género botânico pertencente à família Gesneriaceae.

## Espécies
- Mandirola ichthyostoma
- Mandirola lanata
- Mandirola multiflora
- Mandirola roezlii
- Mandirola seemannii